# Francisco Javier Zeballos
Francisco Javier Zeballos (1719-1807) fue un filósofo y jesuita español.

## Biografía
Nació en Cantabria (España). Formó parte del grupo de jesuitas que emigraron a Iberoamérica, concretamente a Chile en su caso.
Fue rector del noviciado de San Borja, Chile, en el año 1767. Realizó parte de su trabajo eclesiástico en Convictorio de San Francisco Javier, predecesor del Convictorio Carolino. Tras la expulsión de los jesuitas de la Monarquía Hispánica de 1767, se vio en la obligación de retirarse. Nos sobrevive la siguiente descripción de su persona al momento de la expulsión: "Don Francisco Javier Zeballos, sacerdote, edad 52 años, natural del valle de Troncoso, diócesis de Santander, estatura regular, color blanco y pelo castaño". Tras su partida, vivió en Imola y Bolonia, falleciendo en Granada en 1807. 
Se conserva su Philosophia Tripartita, que estudia la lógica, la física, la metafísica y la animástica, y da cuenta de su actividad docente en la Universidad Pontificia Colegio Máximo de San Miguel entre los años 1753 y 1754. También nos sobrevivió un texto biográfico dedicado al Padre Ignacio García.

## Obras
- Francisco Javier Zeballos S. J., Philosophia Tripartita, 1754 (v. 92, Fondo Antiguo, Archivo Nacional Histórico, Santiago de Chile, ff. 193r-316r)
- Francisco Javier Zeballos S. J., Vida del P. Ignacio García, (fecha no especificada). Copia en Archivo Nacional, Archivo Eyzaguirre, volumen 15.